# Mladotice (stacja kolejowa)
Plasy – stacja kolejowa w Mladotice, w kraju pilzneńskim, w Czechach. Położona jest na wysokości 380 m n.p.m.
Na stacji nie ma możliwości zakupu biletów, a obsługa podróżnych odbywa się w pociągu.. 

## Linie kolejowe
- 160 Plzeň - Žatec
- 162 Rakovník - Mladotice